# Gamera (film)
Pour plus de détails, voir Fiche technique et Distribution.
Gamera (大怪獣ガメラ, Daikaijū Gamera) est un film japonais réalisé par Noriaki Yuasa, sorti en 1965.

## Synopsis
Des avions militaires russes chargés de bombes nucléaires s'écrasent au Pôle Nord. L'explosion atomique réveille Gamera, un monstre préhistorique ressemblant à une tortue qui se nourrit de chaleur et commence à attaquer les villes pour se recharger. L'armée tente désespérément de trouver une solution pour en venir à bout.

## Fiche technique
- Titre : Gamera
- Titre original : 大怪獣ガメラ (Daikaijū Gamera?)
- Titre anglais : Gamera, the Giant Monster
- Réalisation : Noriaki Yuasa
- Scénario : Nisan Takahashi et Yonejirō Saitō
- Production : Hidemasa Nagata, Yonejiro Saito, Masaichi Nagata et Kenneth Barnett (pour la version US)
- Musique : Tadashi Yamauchi et  Wes Farrell (pour les chansons US)
- Pays d'origine :  Japon
- Langue originale : japonais
- Genre : kaijū eiga
- Durée : 79 minutes[1] (métrage : 7 bobines - 2164 m[1])
- Dates de sortie :
  - Japon : 27 novembre 1965[1]
  - États-Unis : 15 décembre 1966[2]

## Distribution
- Eiji Funakoshi : Dr. Hidaka
- Harumi Kiritachi : Kyoke Yamamoto
- Jun'ichirō Yamashiko : Aoyagi
- Yoshiro Uchida : Toshio Sakurai
- Michiko Sugata : Nobuyo Sakurai
- Yoshirō Kitahara : Mr. Sakurai
- Jun Hamamura : Professeur Murase
- Kenji Ōyama : Ministre de la Défense

## Informations complémentaires
- C'est le dernier Kaiju eiga à avoir été tourné en noir et blanc.
- C'est le premier film de monstres japonais à donner un rôle de premier plan à un enfant.
- Dans la version américaine des scènes avec des acteurs occidentaux ont été ajoutées, tout comme cela avait été fait pour Godzilla.
- Film de divertissement destiné à un public jeune, la volonté de Daiei étant de faire de Gamera une icône pour les enfants.